# 3025 Higson
A 3025 Higson (ideiglenes jelöléssel 1982 QR) a Naprendszer kisbolygóövében található aszteroida. Carolyn Shoemaker, az amerikai  Eugene Merle Shoemaker fedezte fel 1982. augusztus 20-án.